# アニマル大戦争
『アニマル大戦争』（アニマルだいせんそう、Day of the Animals)は、1977年に公開されたアメリカ合衆国の映画。オゾン層の変異により、あらゆる生物が凶暴化し人間を襲い始める動物パニック映画である。
監督はウィリアム・ガードラー、原案・製作はエドワード・L・モントロ。出演はクリストファー・ジョージやレスリー・ニールセンなどで、ガードラーとモントロが手掛けた『グリズリー』と一部スタッフが共通した作品でもある。

## あらすじ
ある日、登山ガイドのバックナー率いるハイカーの一団がカリフォルニアのシェラ山脈のソノラ峠に到着する。山奥を進むにつれ、彼らが目にする動物の数が増えてくる。
その夜、一団の一人・マンディが狼に襲われた挙句、鳥によって殺される。彼女の夫ヤングは一団を離れて妻を助けに行く中で、両親を獣に殺された少女を助ける。
一連の惨劇はウイルスによって動物が狂暴化した結果によるものであり、ふもとの町では犬や鼠による襲撃が相次ぎ、住民たちが避難を余儀なくされていた。一方、ハイカーたちの間で意見の対立が起こる。バックナーは記者のテリー、サンティー、テーラーたちを連れて山を下りる。会社役員のジェンセンはシャーリーとジョンの親子とともに高所にあるレンジャーの詰め所へ向かう。ところが、道に迷った末にジェンセンは正気を失い、クマに襲われて死ぬ。シャーリーとジョンは捨てられていたヘリコプターに身を寄せる。一方、町に到着したヤングは少女を車に入れた後、蛇に殺されてしまう。さらにそのころ、バックナー達は木こりの詰め所に到着するが、テーラーが野良犬に襲われて死ぬ。
そして、バックナーたちと、シャーリー母子は助けられる。

## キャスト
| 役名                         | 俳優                         | 日本語吹替                     |
| 役名                         | 俳優                         | テレビ朝日版                   |
| ---------------------------- | ---------------------------- | ------------------------------ |
| スティーブ・バックナー       | クリストファー・ジョージ     | 納谷悟朗                       |
| ポール・ジェンソン           | レスリー・ニールセン         | 穂積隆信                       |
| テリー・マーシュ             | リンダ・デイ・ジョージ       | 宗形智子                       |
| テイラー・マグレガー教授     | リチャード・ジャッケル       | 中田浩二                       |
| ダニエル・サンティー         | マイケル・アンサラ           | 樋浦勉                         |
| シャーリー・グッドウィン夫人 | ルース・ローマン             | 此島愛子                       |
| ロイ・ムーア                 | ポール・マンティ             | 嶋俊介                         |
| フランク・ヤング             | ジョン・セダー               | 津嘉山正種                     |
| ボブ・デニング               | アンドリュー・スティーヴンス | 塩屋翼                         |
| ベス・ヒューズ               | キャスリーン・ブラッケン     | 川浪葉子                       |
| マンディ・ヤング             | スーザン・バックリニー       | 高島雅羅                       |
| タッカー                     | ウォルター・バーンズ         | 宮川洋一                       |
| 不明 その他                  |                              | 北村弘一 仲木隆司              |
|                              |                              |                                |
| 演出                         | 演出                         | 高桑慎一郎                     |
| 翻訳                         | 翻訳                         | 宇津木道子                     |
| 効果                         | 効果                         | 大野義信                       |
| 調整                         | 調整                         | 山田太平                       |
| 制作                         | 制作                         | 日米通信社                     |
| 解説                         | 解説                         | 淀川長治                       |
| 初回放送                     | 初回放送                     | 1982年8月22日 『日曜洋画劇場』 |

## スタッフ
- 監督：ウィリアム・ガードラー
- 製作・原案：エドワード・L・モントロ
- 脚本：ウィリアム・ノートン、エレノア・ノートン
- 撮影：ロバート・ソレンティーノ
- 編集：バブ・アズマン、ジェームズ・ミッチェル
- 音楽：ラロ・シフリン